# Диалектика природы
Диалектика природы (нем. Dialektik der Natur) — незаконченный труд Энгельса, в котором он пытается дать панораму естествознания на основе законов диалектики. Замысел написать работу созрел к 1873 году, основная часть была написана к 1882 году, но современный вид произведение приобрело лишь в 1925 году в СССР (русско-немецкая билингва).

## Общие замечания
«Диалектика природы» посвящена философскому обобщению результатов естественных наук, разработке диалектического метода и основных положений диалектического материализма о материи и формах её движения, о пространстве и времени как основных формах существования материи, законах и категориях диалектики, о взаимоотношении философии и естествознания, о классификации наук.
В этом произведении Энгельсом дана глубокая критика механистического материализма, метафизики, идеализма, агностицизма, спиритизма и одностороннего эмпиризма.
Применяя диалектико-материалистический метод, Энгельс выводит законы мышления из природы и истории общества. «Так называемая объективная диалектика — пишет Энгельс, — царит во всей природе, а так называемая субъективная диалектика, диалектическое мышление, есть только отражение господствующего во всей природе движения путём противоположностей, которые и обуславливают жизнь природы…»
Энгельс раскрыл огромное значение теоретического мышления и правильного метода познания. Без теоретического мышления «невозможно связать между собой два факта природы или уразуметь существующую между ними связь». Без мышления, подчёркивает он, нельзя двинуться ни на шаг, а для него «необходимы логические категории». По аналогии с гегелевской классификацией суждений, Энгельс говорит о трёх видах суждений:
- Суждение наличного бытия («трение есть источник теплоты»);
- Суждение рефлексии («всякое механическое движение способно посредством трения превращаться в теплоту»);
- Суждение понятия (аподиктическое) — наивысшая вообще форма суждения («любая форма движения способна и вынуждена при определённых для каждого случая условиях превращаться, прямо или косвенно, в любую другую форму движения»).

Первое суждение Энгельс рассматривает как суждение единичности, второе — как суждение особенности и третье — как суждение всеобщности. Ценны замечания Энгельса по поводу рассудочной деятельности (индукция, дедукция, абстрагирование, анализ, синтез, эксперимент), которые он назвал средствами научного исследования, признаваемыми обычной логикой. Эти средства, по Энгельсу, нам общи с животными и различны только по степени развития. Диалектическое мышление, присущее только человеку, характеризуется тем, что оно исследует природу самих понятий.
Подвергнув критике метафизический метод мышления, Энгельс в «Диалектике природы» утверждал, что «единственным методом мышления, соответствующим теперешней стадии развития естествознания, может быть только диалектический метод мышления».
В естествознании Энгельс обозначает три эпохальных открытия: клетка (Теодор Шванн), неуничтожимость движения (Рене Декарт) и эволюционизм (Чарльз Дарвин). Высоко оценивает небулярную гипотезу Канта. В главе, посвящённой происхождению человека из обезьяны (нем. Anteil der Arbeit an der Menschwerdung des Affen), акцентирует роль труда («Роль труда в процессе превращения обезьяны в человека»). Определяет жизнь как форму существования белковых тел. Критикует концепцию тепловой смерти Вселенной, спиритизм и Дюринга. Описание будущего, ожидающего жителей Земли, у Энгельса неоптимистично: он предрекал остывание Солнца и вымирание человечества от холода, однако «мы все же уверены, — писал он, — что материя во всех своих превращениях остается вечно одной и той же, что ни один из её атрибутов не может погибнуть и что поэтому с той же самой железной необходимостью, с какой она некогда истребит на Земле свой высший цвет — мыслящий дух, она должна будет его снова породить где-нибудь в другом месте и в другое время».

## Законы диалектики
Философия Маркса и Энгельса является материалистическим прочтением философии Гегеля. Таким образом она является материалистическим пониманием диалектического развития истории Вселенной — наука история. Это подразумевает, что причины развития истории мира следует в каждом частном случае искать учёным в частном исследовании.
Философская часть марксизма, изложенная Энгельсом в «Диалектике природы», принципиально отрицает всякую наднаучную философию и без остатка сводится к научному методу материалистической диалектики. Именно поэтому философская часть выражена Энгельсом наиболее общими чертами, более известными как три закона диалектики.
- Закон перехода количества в качество и обратно (нем. das Gesetz des Umschlagens von Quantität in Qualität und umgekehrt).
- Закон взаимного проникновения противоположностей (нем. das Gesetz von der Durchdringung der Gegensätze).
- Закон отрицания отрицания (нем. das Gesetz von der Negation der Negation).

## Основные формы движения материи в сфере природы
Формы:
- механическое движение
- физическое движение (теплота, свет, электричество, магнетизм)
- химическое движение
- биологическое движение.

## Цитаты
- Труд создал самого человека.
- Материя движется в вечном круговороте.
- Метафизика — наука о вещах, не о движениях.
- Работа — это изменение формы движения, рассматриваемое с его количественной стороны.

## Издания
- Фридрих Энгельс. Диалектика природы. — 6-е изд. — М.: Партиздат, 1934. — 304 с.
- Фридрих Энгельс. Диалектика природы / Институт Маркса—Энгельса—Ленина при ЦК ВКП(б). — Л.: ОГИЗ. Государственное издательство политической литературы, 1948. — 331 с. — 300 000 экз.
- Фридрих Энгельс. Диалектика природы / Институт марксизма-ленинизма при ЦК КПСС. — М.: Политиздат, 1975. — 359 с.
- Фридрих Энгельс. Диалектика природы / Пер. с нем. К. Датт. — 9-е изд. — М.: Прогресс, 1982. — 403 с.